# あご勇
あご 勇（あご いさむ、本名：鵜澤 勇（うざわ いさむ）、1957年〈昭和32年〉8月14日 - ）は、日本の芸人、俳優、添乗員。
アゴ勇、アゴイサムなど、多数芸名を変更している。

## 来歴・人物
千葉県長生郡一宮町東浪見に生まれる。
1974年に『ぎんざNOW!』（TBS）の「素人コメディアン道場」で7代目チャンピオンの座を獲得。同じ優勝者仲間の清水アキラ、アパッチけん（後の中本賢）、佐藤金造（後の桜金造）、鈴木末吉（後の鈴木寿永吉）らと翌1975年にザ・ハンダースを結成し、『笑って!笑って!!60分』（TBS）などにレギュラー出演する。物真似コミックソング『ハンダースの想い出の渚』は約30万枚を売り上げ、有線大賞新人賞を獲得。ハンダースのメンバーとして1980年まで活躍した。
渡辺プロダクションを契約解除されたため、芸能界を引退してプロゴルファー試験を受験する心算だったが、同じハンダース残党の佐藤金造に口説かれ、漫才コンビアゴ&キンゾーを結成。株式会社日企に移籍して『お笑いスター誕生』に挑戦、ゴールデンルーキー賞から10週勝ち抜きグランプリにも輝いたが、病気療養を理由に1984年頃活動を休止した。
その後はぶるうたすとの漫才コンビを経て、漫談などこなすピン芸人として清水エイジェンシーに所属した。2014年からは株式会社エ・ネストに所属した。
2017年に旅程管理主任者の資格を取得した。同年、清水アキラの紹介で平成エンタープライズのバスツアー添乗員となり、芸能活動も並行して行っている。2019年現在はフリーで活動している。

## 出演

### テレビドラマ
- 立花登・青春手控え（1982年4月 - 9月、NHK） - 阿伍 役
- 丹下左膳 剣風!百万両の壺（1982年、フジテレビ）
- ポーラテレビ小説 五度半さん（1985年、TBS)
- ふれ愛（1986年、東海テレビ）
- おもいっきり探偵団 覇悪怒組 第4話「謎の怪物屋敷」（1987年、CX）
- 天までとどけ 第48話（1991年、TBS） - ディレクター役
- 牟田刑事官事件ファイル 第21作「切れた絆」（1995年、テレビ朝日） - 居酒屋店員 役
- ズッコケ三人組シリーズ（NHK教育） - 八谷勝平（ハチベエの父） 役
  - ズッコケ三人組（1999年4月 - 6月）
  - ズッコケ三人組2（1999年10月 - 12月）
  - ズッコケ三人組VS双子探偵〜光の世界へ翔べ〜（2001年1月）
  - ズッコケ三人組3（2001年4月 - 6月）
- 十津川警部シリーズ　第33作 東北新幹線「はやて」殺人事件（2004年、TBS）
- 仮面ライダーシリーズ
  - 仮面ライダーW（2010年1月、テレビ朝日） - バーバー「風」のマスター 役
  - 仮面ライダードライブ 第9話-第11話（2014年12月、テレビ朝日） - ボルト、ボルト似の男 / 美波護郎 役
- THE TRUTH 第1話（2023年12月6日、テレビ東京）

### 映画
- ピンク・レディーの活動大写真 (1978年)
- 鬼龍院花子の生涯 (1982年)
- ドン松五郎の生活 (1986年)
- スーパーの女（1996年） - 青果部担当 役
- ウルトラマンティガ・ウルトラマンダイナ&ウルトラマンガイア 超時空の大決戦（1998年） - 校庭の警官 役
- クラッシャーカズヨシ（2006年） - あご男爵 役
- 仮面ライダーW FOREVER AtoZ/運命のガイアメモリ （2010年） - バーバー「風」のマスター 役（友情出演）

### バラエティ
- 笑って!笑って!!60分（TBS）
- みごろ!たべごろ!笑いごろ!（テレビ朝日）
- ビートたけしのお笑いウルトラクイズ (日本テレビ)
- ドバドバ大爆弾（東京12チャンネル）
- 日曜ビッグスペシャル・いじわる大挑戦（テレビ東京）
- 人生クイズ 冠婚葬祭（テレビ朝日） - コーナー担当

### CM
- 資生堂 「MG5」（草刈正雄、加納竜と共演）
- カネボウフーズ 「プレイガム」（アゴ&キンゾーとして）
- 日本ステンレス工業株式会社（山梨ローカルで同CMのBGM歌唱やナレーターも務めている）
- 新今治水
- キムコ
- 丸石自転車
- 明治製菓
- 明星食品
- 東芝
- 北海道自動車共済

### 吹き替え
- サイン（ライオネル） ※フジテレビ版

### 舞台
- 水谷千重子50周年記念公演「とんち尼将軍　一休ねえさん」（2019年2月22日～3月4日、明治座）
- 仁義なきギャル組長～ジャーナリスト土門瑛太の“M資金”真相解明ファイル～（2023年4月12日 - 16日、日本橋劇場） - キャスパル 役[5]

## ソロシングル
- 『ボクは塾生』（1977年、CBSソニー）
- 『BROTHER』/『変わらなきゃ』（アゴイサム名義、1996年、テイチク）